# Stadsschouwburg Leuven
De Stadsschouwburg van Leuven is een concert- en theaterzaal gelegen aan de Bondgenotenlaan 21 en werd opgetrokken in 1867 ter vervanging van de zaal Frascati, die door de aanleg van de voorgenoemde laan werd gesloopt.

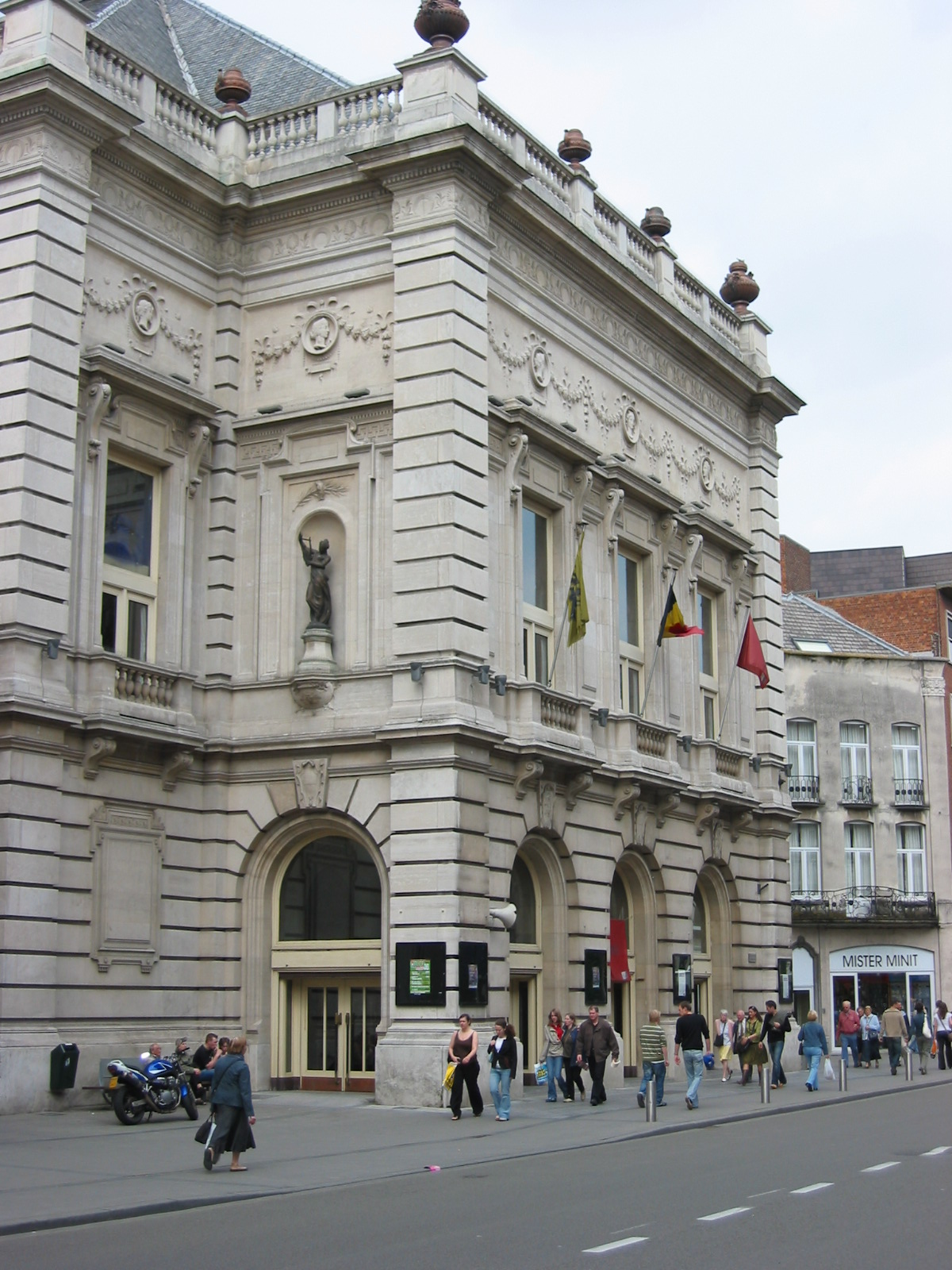
Stadsschouwburg, Leuven

## Het Gebouw
Stadsarchitect Edward Lavergne werd in 1863 belast met de bouw van een nieuwe concertzaal ter vervanging van de bekende "Frascati"-zaal van de familie Cordemans.
Hij koos voor een monumentale vormgeving met een classicistisch eclecticisme; dit in een rechthoekig, quasi vrijstaand gebouw met een uitgebouwde middenpartij op de rooilijn. Hij voorzag een foyer en een zaal met een capaciteit van rond de 1000 plaatsen, deze allemaal rijkelijk gedecoreerd.
Een traditionele publieksruimte: met beneden een orkestbak, parket, parterre, balkons en ereloges. Beeldhouwer Gérard Vander Linden stond in voor het sculpturale decor.
De bouw werd aangevat in 1864 en de plechtige opening vond plaats op 3 september 1867.

## Geschiedenis
Met de oorlogsbrand van 1914 werd het gebouw, op de buiten- en zaalmuren na, bijna volledig verwoest. De heropbouw gebeurde in 2 fasen: een ruwbouw die architect Alban Chambon in 1931 afsloot, waarna in datzelfde jaar een wedstrijd werd uitgeschreven voor de inrichting en de decoratie van het gebouw. De laureaat van deze wedstrijd werd de architect Jules Van den Hende. Van den Hende deed in 1934 beroep op een aantal bekende kunstenaars voor de decoratie: beeldhouwer Geo Verbanck ontwierp vijf koperen  bas-reliëfs boven de deuren van de inkomhal. Maurice Langaskens  schilderde twee grote en vier kleinere olieverftaferelen in de foyer. Constant Montald realiseerde de beschildering van het doek (diam. 9,25m) van de grote koepel die twaalf zwevende figuren voorstelt alsook de fries (11,5m lang en 2,25m hoog) boven het toneel. Deze fries is een tweedelige voorstelling met enerzijds Apollo en de Muzen en anderzijds Orpheus die Eurydice beweent.
In maart 1938 opende de nieuwe stadsschouwburg plechtig, en kon het qua infrastructuur en technische installaties tot een van de modernste van het land gerekend worden.
Tijdens bombardementen in 1944-45 liep het gebouw opnieuw schade op, dit werd door architect Louis Mispelter in 1952 weer hersteld.
In de periode 1994-1996 volgden nog enkele vernieuwingen, opfrissingen en restauratiewerken door het Ontwerpburo V.D.F in opdracht van de stad Leuven. De zaalcapaciteit bedroeg toen om en bij de 750 zitplaatsen.
Op 9 november 1994 ontving het gebouw door een ministerieel besluit de status van beschermd monument.
De recentste buitenrenovatie gebeurde in 2013 waarbij het dak en de zijgevels een flinke opknapbeurt kregen. In de loop van het jaar 2015 werden de stoelen vervangen en werd de totale zaalcapaciteit teruggebracht naar 625 plaatsen.
Het cultuurcentrum 30CC is momenteel verantwoordelijk voor de programmatie in de zaal.

## Beschermingen
- 4.02/24062/176.1
- OB001057

## Trivia
- Gevel- en sluitstenen vermelden de jaartallen 1914 en 1918, uiteraard verwijzend naar de oorlogsschade.
- Het Leuvense orkest Frascati Symphonic nam haar naam aan als eerbetoon aan de verloren gegane zaal.